# Potok Kalnički
Potok Kalnički falu Horvátországban Kapronca-Kőrös megyében. Közigazgatásilag Nagykemlékhez tartozik.

## Fekvése
Kőröstől 12 km-re északnyugatra, községközpontjától  2 km-re délkeletre a Kemléki-hegység lábánál fekszik.

## Története
1857-ben 258, 1910-ben 314 lakosa volt. A falu a trianoni békeszerződésig Belovár-Kőrös vármegye Körösi járásához tartozott. 2001-ben 212 lakosa volt.

## Külső hivatkozások
Nagykemlék község hivatalos oldala